# Casa Pfister
La Casa Pfister (in francese: Maison Pfister) è un caratteristico e storico edificio della città di Colmar, nella regione francese dell'Alsazia.
Situata al numero 11 della Rue des Marchands, anticamente chiamata Rue Mercière, costituisce il simbolo della città.

## Storia e descrizione

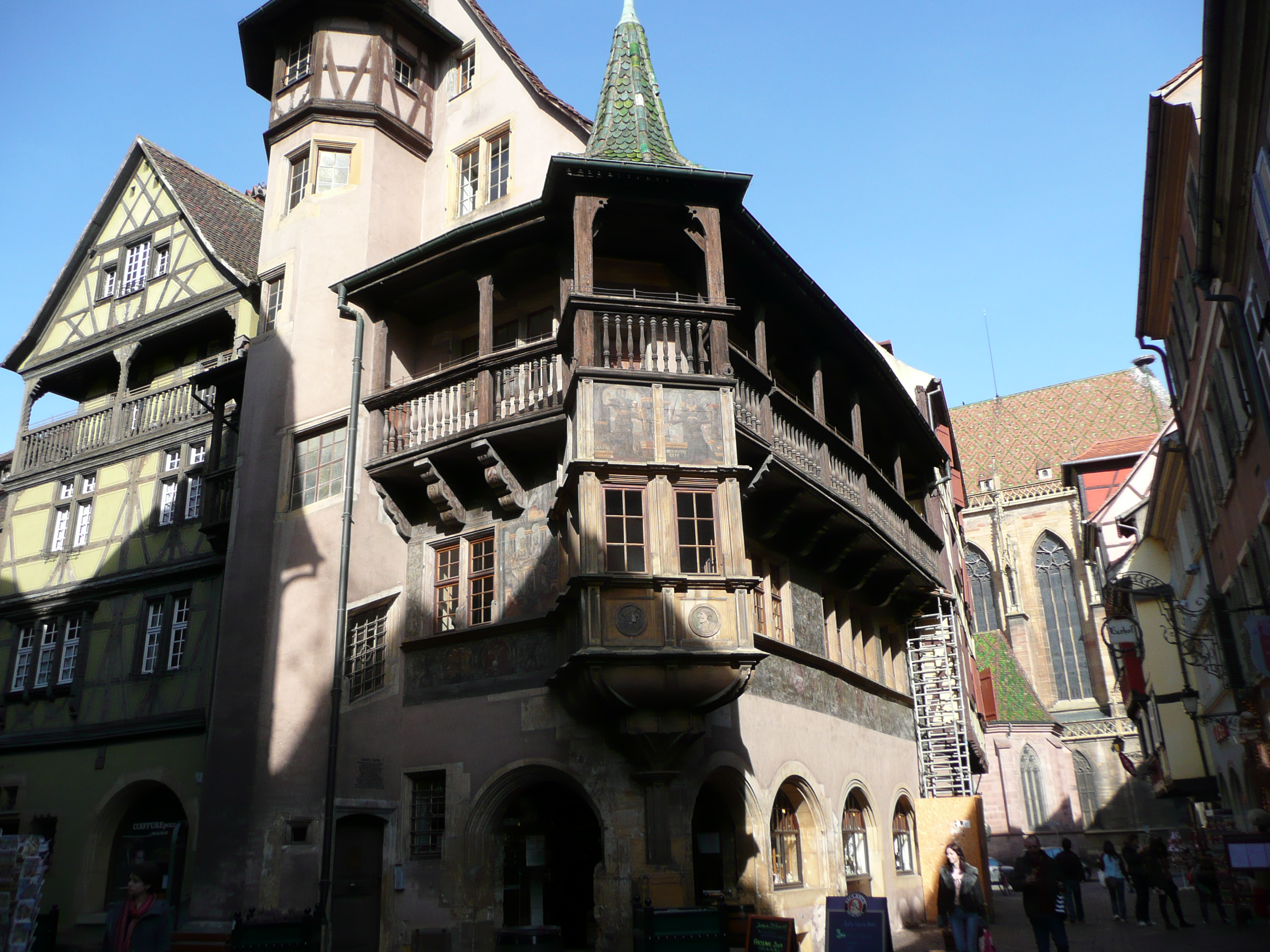
Particolare della facciata

Venne costruita nel 1537 per il cappellano di Besançon, Ludwig Scherer, che fece la sua fortuna col commercio dell'Argento. Sorge su un angolo della via, già sito di una casa detta zum schwarzen Hanen, "al Gallo nero", e venne poi modificata nel 1577.
È un caratteristico edificio alsaziano realizzato in pietra e legno, che si distingue per il suo erker angolare a due piani con guglia e dalla leggera balconata lignea a loggia che inquadra le due facciate. A sinistra svetta la bella torretta scalare ottagonale con copertura a bulbo.
I due fronti sono ornati da una serie di affreschi attribuiti a Christian Vacksterffer, rappresentanti la Fede e la Giustizia, imperatori germanici del XVI secolo, i Quattro Evangelisti, i Dottori della Chiesa, e Scene bibliche.
Il nome attuale della casa, "Pfister", si deve alla famiglia che abitò fra il 1841 e il 1892 e che provvide al suo restauro.
La Casa Pfister venne dichiarata Monumento storico di Francia il 14 marzo 1927.